# Parafia Ewangelicko-Augsburska w Goleszowie
Parafia Ewangelicko-Augsburska w Goleszowie – parafia luterańska w Goleszowie, należąca do diecezji cieszyńskiej. Mieści się przy ulicy Spółdzielczej.
Posiada filiały w Godziszowie, Kisielowie, Kozakowicach Dolnych oraz Lesznej Górnej. W 2016 parafia skupiała 3210 wiernych.

## Historia
Początki parafii luterańskiej (zboru) w Goleszowie związane są z wydaniem przez cesarza Józefa II Habsburga Patentu tolerancyjnego w 1781. Na jego podstawie parafia w Goleszowie powstała w 1785 roku. W tym samym roku rozpoczęto budowę szkoły (ukończonej w 1800) i kościoła wraz z plebanią (ukończone w 1808).
Patent tolerancyjny ustanowił również strukturę oficjalnie działającego Kościoła ewangelickiego w Przedlitawii. Wszystkie zbory zostały podległe konsystorzowi powstałemu w 1784 w Cieszynie a w 1785 przeprowadzonemu do Wiednia. W 1784 powstała superintendentura dla Moraw, Śląska i Galicji. W 1807 powstał seniorat śląski, któremu z czasem podległe zostały wszystkie zbory na Śląsku Austriackim.
W 1925 parafia zrzeszała 3 281 wiernych a w 1937 3 600.

## Galeria

### Kościoły i kaplice

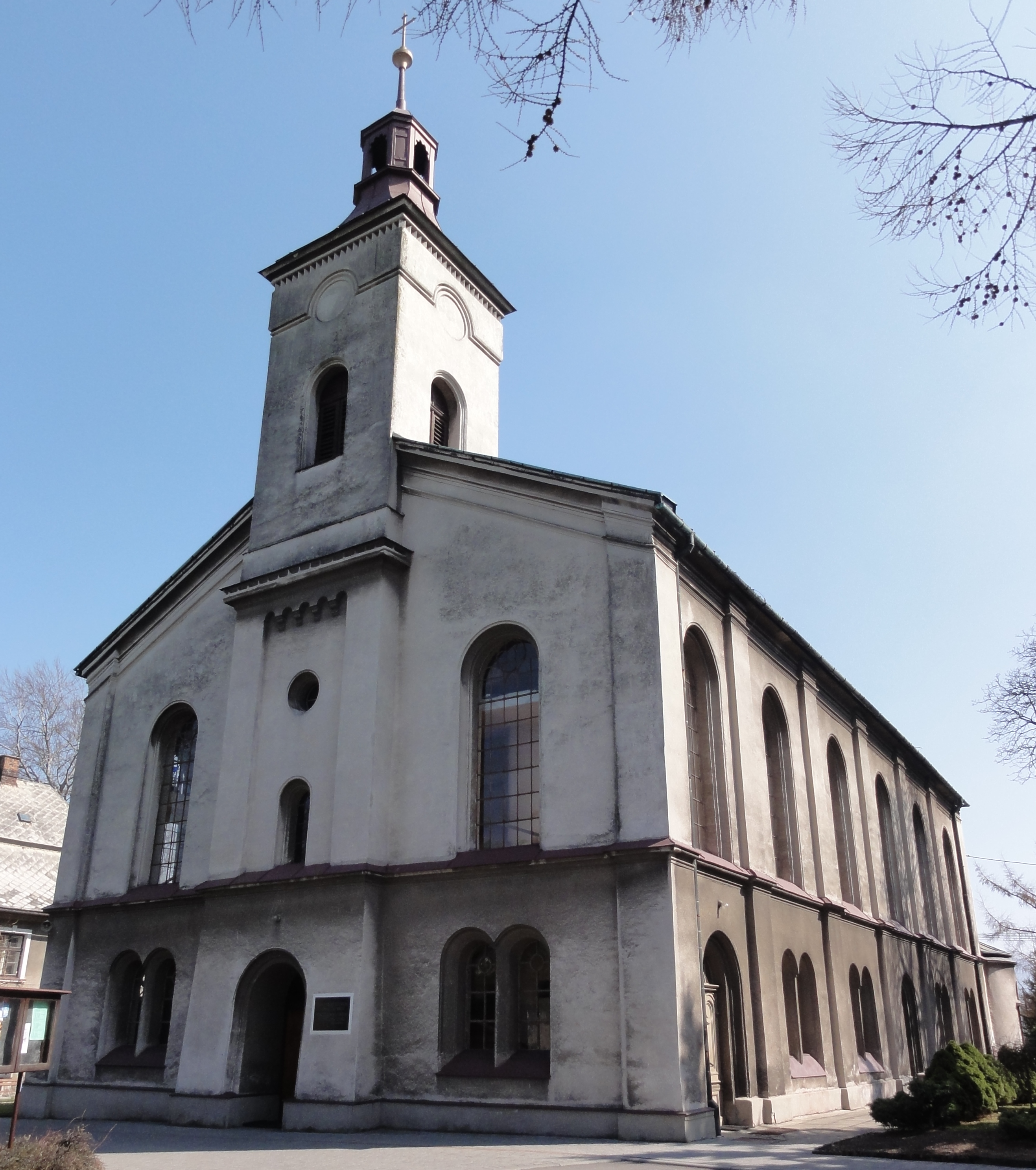
Kościół parafialny w Goleszowie
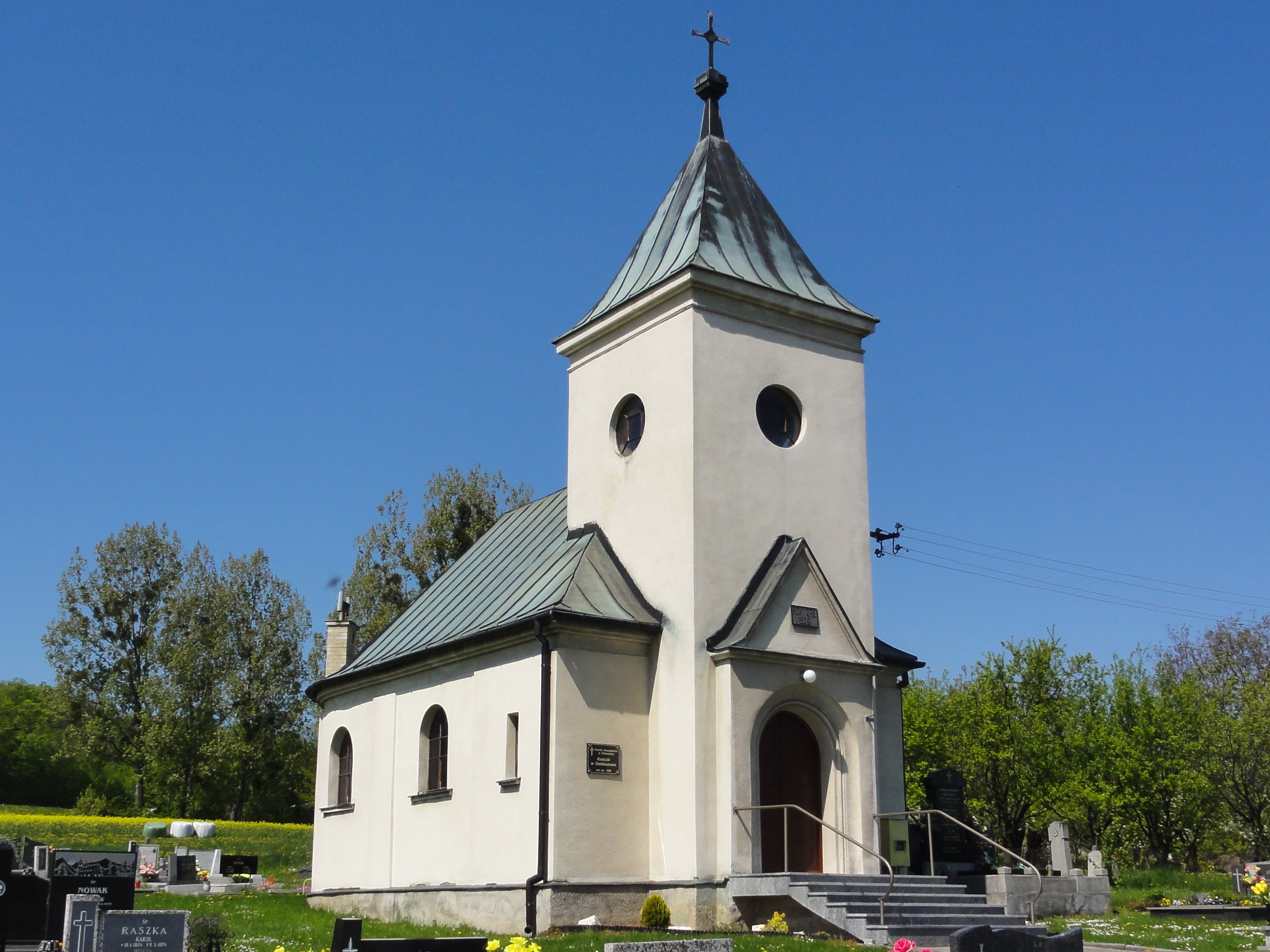
Kaplica w Godziszowie
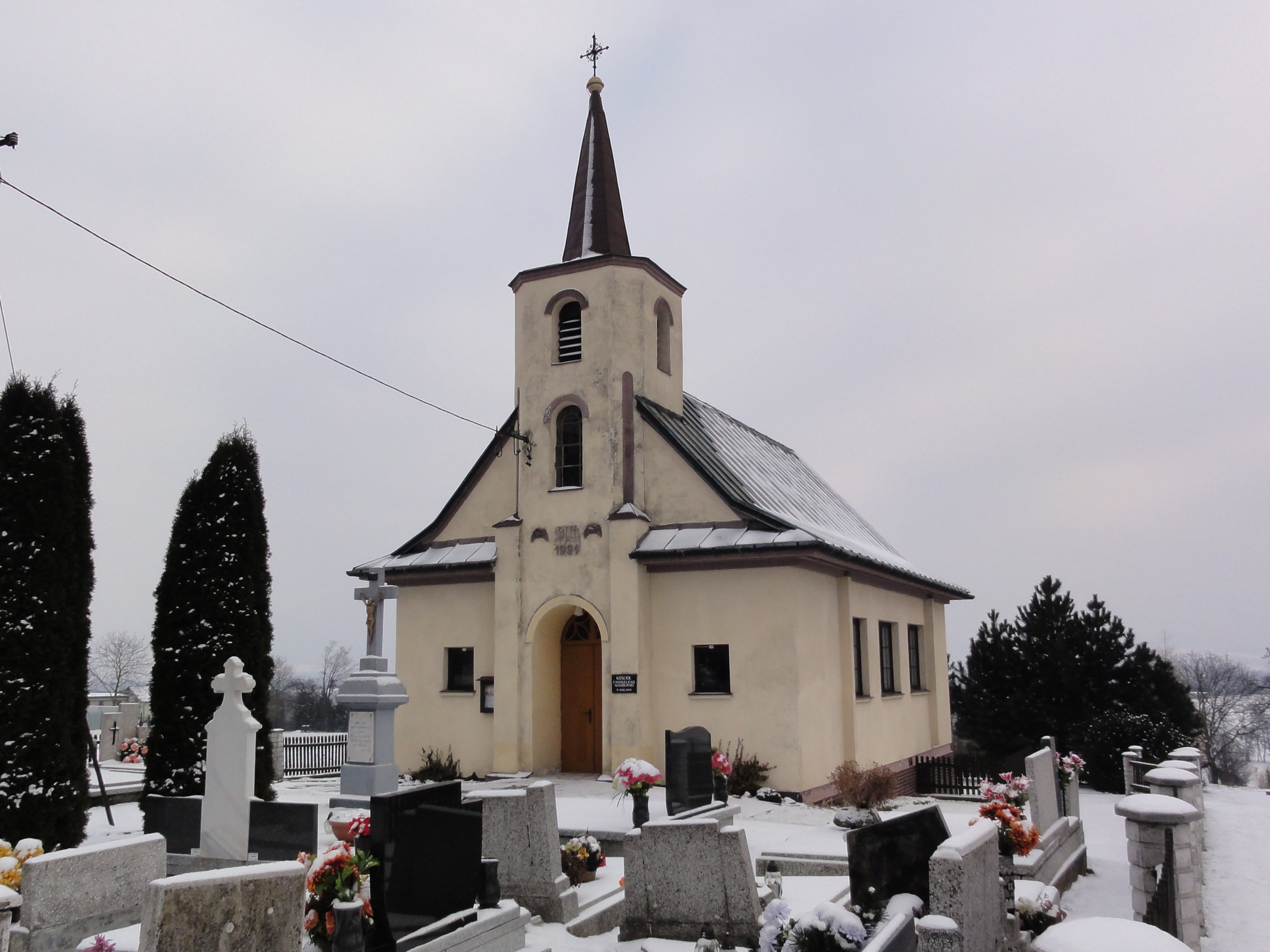
Kościół w Kisielowie
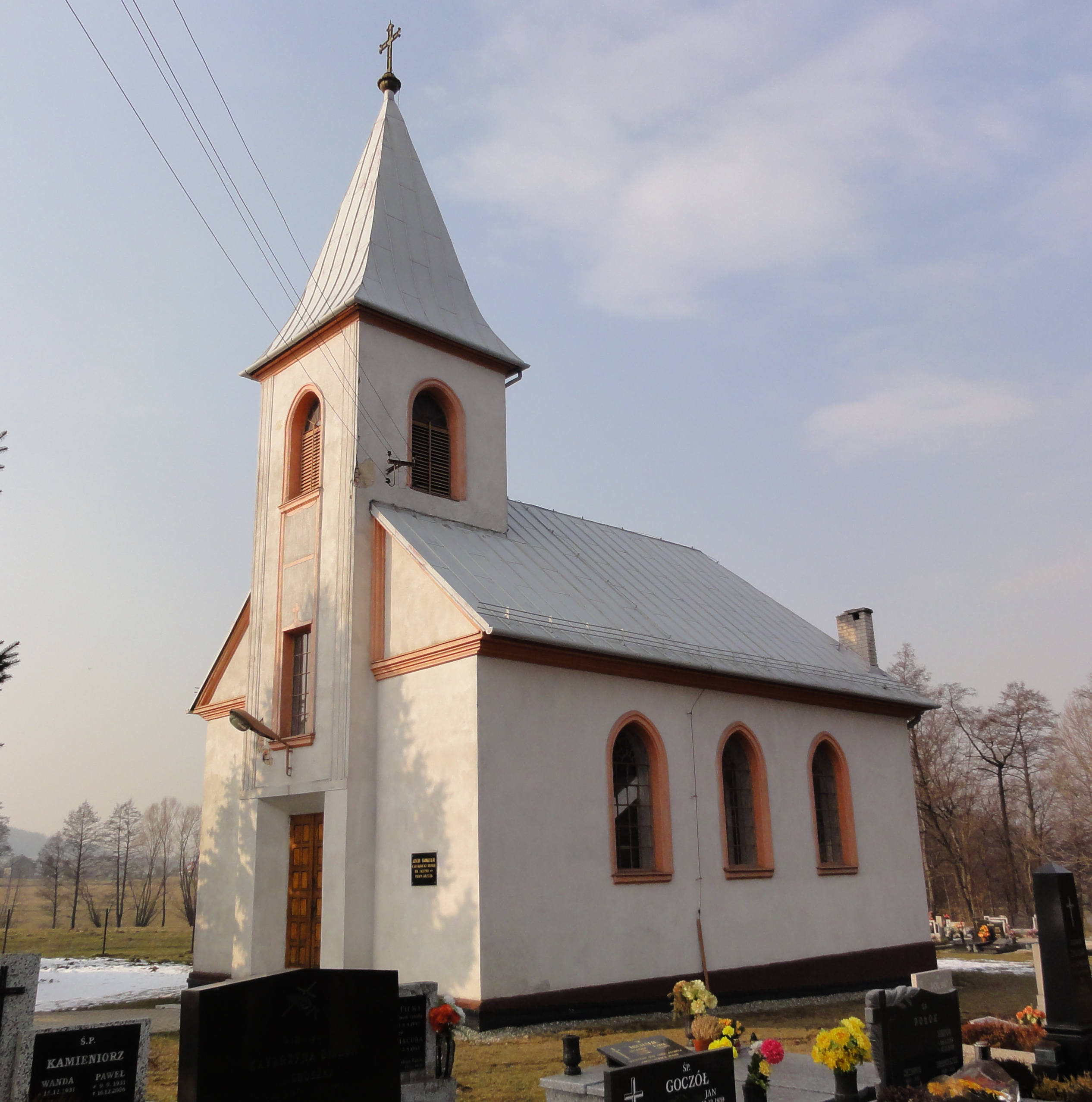
Kaplica w Kozakowicach Dolnych
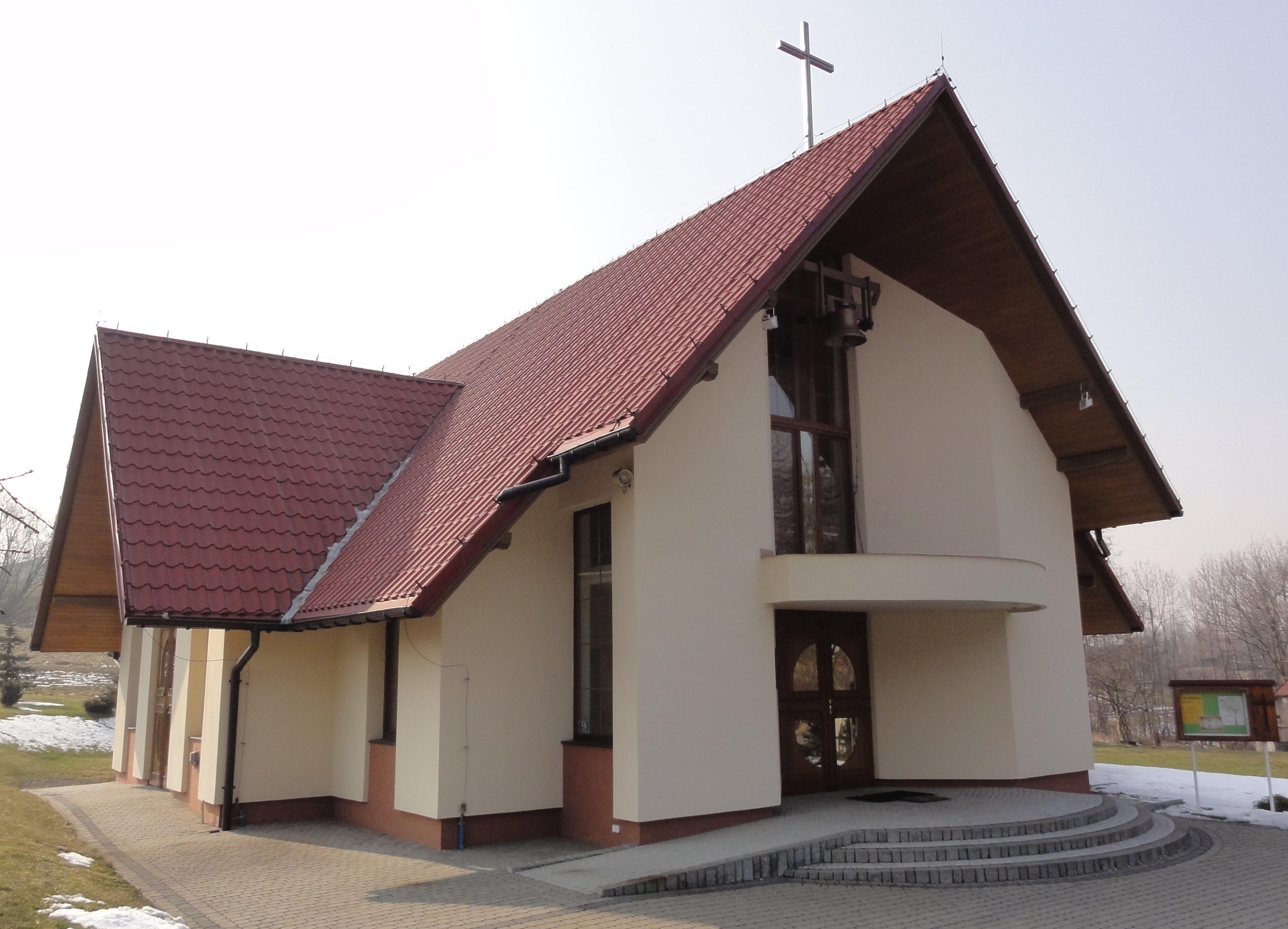
Kościół w Lesznej Górnej

### Cmentarze

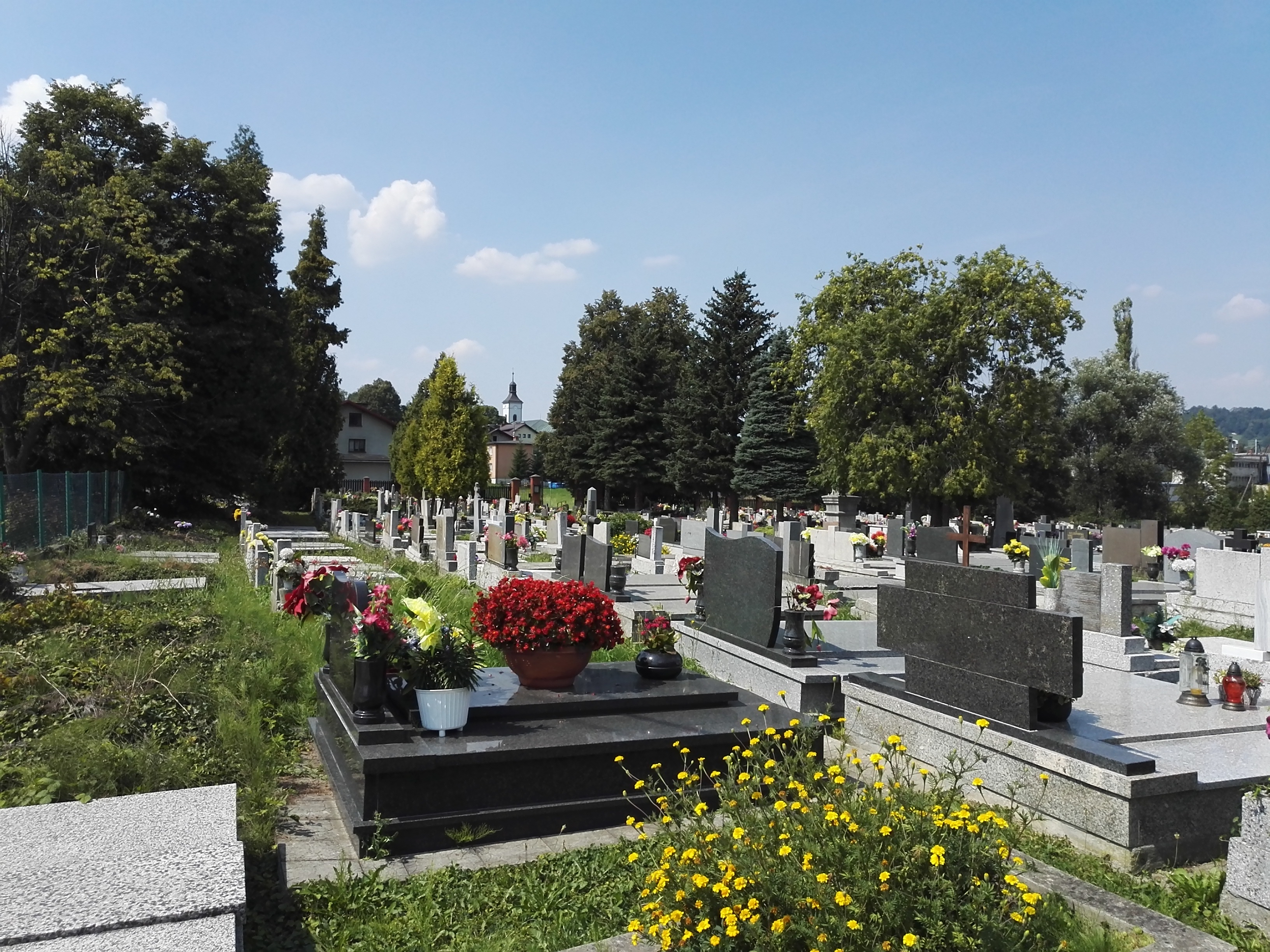
Cmentarz ewangelicki w Goleszowie. Widok ogólny.
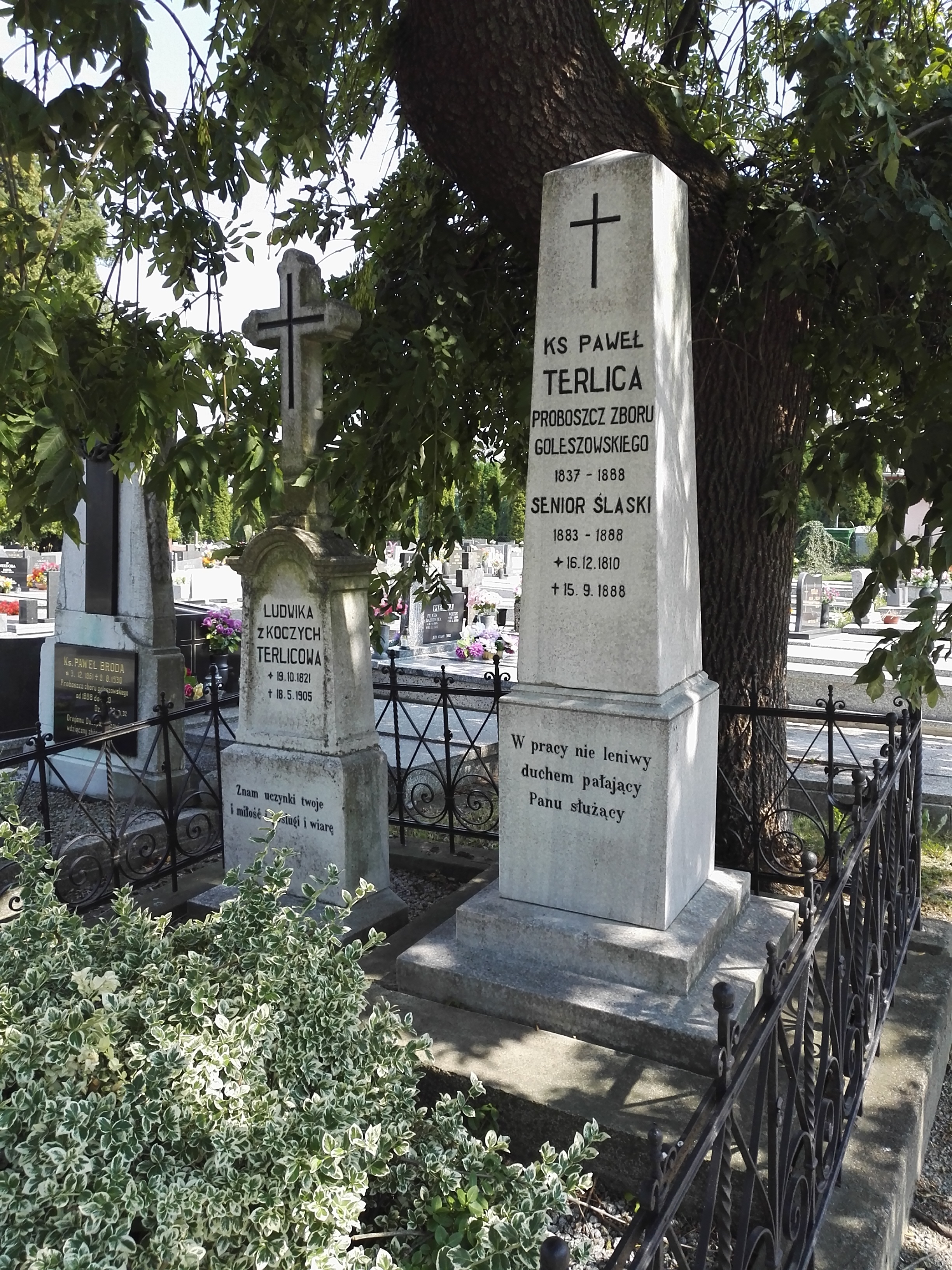
Cmentarz ewangelicki w Goleszowie. Nagrobki ks. seniora P. Terlicy i jego żony.